# Ubi Primum (Pio IX/1)
 Ubi Primum  è una enciclica di papa Pio IX, pubblicata il 17 giugno 1847, e scritta a tutti i Superiori Maggiori degli Ordini e Congregazioni religiose.
Il Papa ricorda l'importanza nella Chiesa della vita consacrata, esprime la sua preoccupazione per gli abusi esistenti ed annunzia la nascita di una nuova Congregazione vaticana attenta ai problemi dei Religiosi (la Sacra Congregazione sullo Stato dei Regolari). Invita poi i Superiori Maggiori a vigilare sulla condotta dei religiosi ed insiste sulla necessità di una maggiore severità nella ammissione e nella formazione dei giovani seminaristi.
Con il nome di Ubi Primum compaiono due encicliche di Pio IX: questa, dedicata agli Ordini Religiosi, e quella del 1849 (Ubi Primum), scritta a tutti i Vescovi della cattolicità come lettera di consultazione per la definizione del dogma della Immacolata Concezione.